# Guruji Murugan
Pour les articles homonymes, voir Murugan (homonymie).
 (mars 2024).
La mise en forme du texte ne suit pas les recommandations de Wikipédia : il faut le « wikifier ».
Les points d'amélioration suivants sont les cas les plus fréquents. Le détail des points à revoir est peut-être précisé sur la page de discussion.
- Les titres sont pré-formatés par le logiciel. Ils ne sont ni en capitales, ni en gras.
- Le texte ne doit pas être écrit en capitales (les noms de famille non plus), ni en gras, ni en italique, ni en « petit »…
- Le gras n'est utilisé que pour surligner le titre de l'article dans l'introduction, une seule fois.
- L'italique est rarement utilisé : mots en langue étrangère, titres d'œuvres, noms de bateaux, etc.
- Les citations ne sont pas en italique mais en corps de texte normal. Elles sont entourées par des guillemets français : « et ».
- Les listes à puces sont à éviter, des paragraphes rédigés étant largement préférés. Les tableaux sont à réserver à la présentation de données structurées (résultats, etc.).
- Les appels de note de bas de page (petits chiffres en exposant, introduits par l'outil «  Source ») sont à placer entre la fin de phrase et le point final[comme ça].
- Les liens internes (vers d'autres articles de Wikipédia) sont à choisir avec parcimonie. Créez des liens vers des articles approfondissant le sujet. Les termes génériques sans rapport avec le sujet sont à éviter, ainsi que les répétitions de liens vers un même terme.
- Les liens externes sont à placer uniquement dans une section « Liens externes », à la fin de l'article. Ces liens sont à choisir avec parcimonie suivant les règles définies. Si un lien sert de source à l'article, son insertion dans le texte est à faire par les notes de bas de page.
- La présentation des références doit suivre les conventions bibliographiques. Il est recommandé d'utiliser les modèles {{Ouvrage}}, {{Chapitre}}, {{Article}}, {{Lien web}} et/ou {{Bibliographie}}. Le mode d'édition visuel peut mettre en forme automatiquement les références.
- Insérer une infobox (cadre d'informations à droite) n'est pas obligatoire pour parachever la mise en page.

Pour une aide détaillée, merci de consulter Aide:Wikification.
Si vous pensez que ces points ont été résolus, vous pouvez retirer ce bandeau et améliorer la mise en forme d'un autre article.
 (mars 2024).
Murugan Chillayah, également connu sous le nom de Guruji Murugan (tamoul : குருஜி முருகன், sanskrit : गुरुजी मुरुगन) 22 novembre 1978, est un Indien malaisien d'ascendance indienne qui est professeur de plusieurs arts traditionnels indiens, gourou du yoga et chef spirituel.
Il est appelé Guruji (honorifique). Il a été initié comme gourou en 1996, lors d'Arrangetram (la première représentation publique d'arts traditionnels indiens) au temple Sri Subramaniar, en Malaisie. Depuis lors, il enseigne le yoga traditionnel qui réalise des activités éducatives et spirituelles telles que le pranayama, la méditation et les asanas, qui sont intégrées au Silambam, Kuttu Varisai  et Varma Kalai.
En 2014, Murugan a participé à la cérémonie du rite de passage Upanayana. Il a été initié en tant que Brahmacharya et a prononcé des vœux de renonciation, lors d'une cérémonie organisée pour adopter la voie du Sannyasa à Rishikesh, en Inde. Il est le fondateur et président de la Silambam Asia, de la World Silambam Association et de la World Yoga Association. Guruji défend et dirige également de nombreuses initiatives internationales pour les arts traditionnels indiens des 5R (recherche, relance, rajeunissement, restauration et rétention) en partenariat avec les programmes  ODD des Nations unies, Campagne d'action ODD des Nations Unies pour le yoga, Campagne d'action ODD des Nations Unies pour Silambam et bien d'autres.

## Biographie

### Éducation
Murugan Chillayah a fréquenté une école publique, primaire et secondaire, à Subang Jaya, avec un programme équivalent au Cambridge GCE O Level, et a quitté la Malaisie pour étudier un diplôme en gestion des affaires internationales à IBMEC, une école de commerce privée dans le Somerset, à Singapour. , mais ne l'a jamais terminé en raison d'un horaire de travail restreint au sein de la police. Par la suite, Murugan a suivi un cours spécialisé en sciences du dopage sous la direction du professeur Fabien Ohl, doyen de la Faculté des sciences sociales et politiques de l'Université de Lausanne, Suisse. Il a également repris ses études en poursuivant un Bachelor of Science in Business à l'University of People en Californie, USA.

## Fondation du Silambam Asia
Le 22 novembre 1999, le nom principal de Silambam, originaire de l'ancien État du Tamil Nadu en Inde, a été documenté par Guruji Murugan Chillayah pour devenir le nom officiel de l'organisation chargée de fournir des arts et des sports traditionnels indiens pour l'éducation, la santé. , forme physique, culture, nature, changement climatique, loisirs et travail de diffusion. Le nom, Silambam, a été légalement enregistré et reconnu en tant qu'organisation formalisée après avoir reçu l'approbation de l'habilitation de sécurité de l'autorité de régulation.
Elle a été suivie par la formation de Silambam Asia (tamoul :  சிலம்பம் ஆசியா) (IAST : Silambam Āsiyā), enregistrée auprès du ministère de l'Intérieur (JPPM) en Malaisie. avec des membres de douze pays du continent asiatique et officiellement reconnu par les Nations unies, qui s'est étendue et s'est développée sur tout le continent asiatique et dans le monde entier. Par la suite, Silambam Asia s'est associé aux objectifs de développement durable des Nations Unies pour préserver et sauvegarder le contenu traditionnel indien en matière d'arts, de sports, de culture et d'éducation au sein de Silambam au niveau régional ou continental.

## Fondation de l'Association Mondiale du Silambam
Elle a été suivie par la formation de l'Association mondiale Silambam (tamoul :  உலக சிலம்பம் சங்கம்) (IAST : Ulaka Cilampam Caṅkam), enregistrée auprès du ministère de l'Intérieur (JPPM) en Malaisie et se développe rapidement pour préserver et sauvegarder l'essence du Silambam dans le monde entier, étant enregistré par Guruji Murugan Chillayah pour devenir le nom officiel de l'organisation fournissant des arts et des sports traditionnels indiens pour l'éducation, la santé, la forme physique, la culture, la nature, travail sur le changement climatique, les loisirs et la diffusion,. L'Association mondiale du Silambam (WSA ) a été officiellement reconnu par les Nations Unies et est en partenariat avec les objectifs de développement durable des Nations Unies.

## Fondation de l'Association Mondiale de Yoga

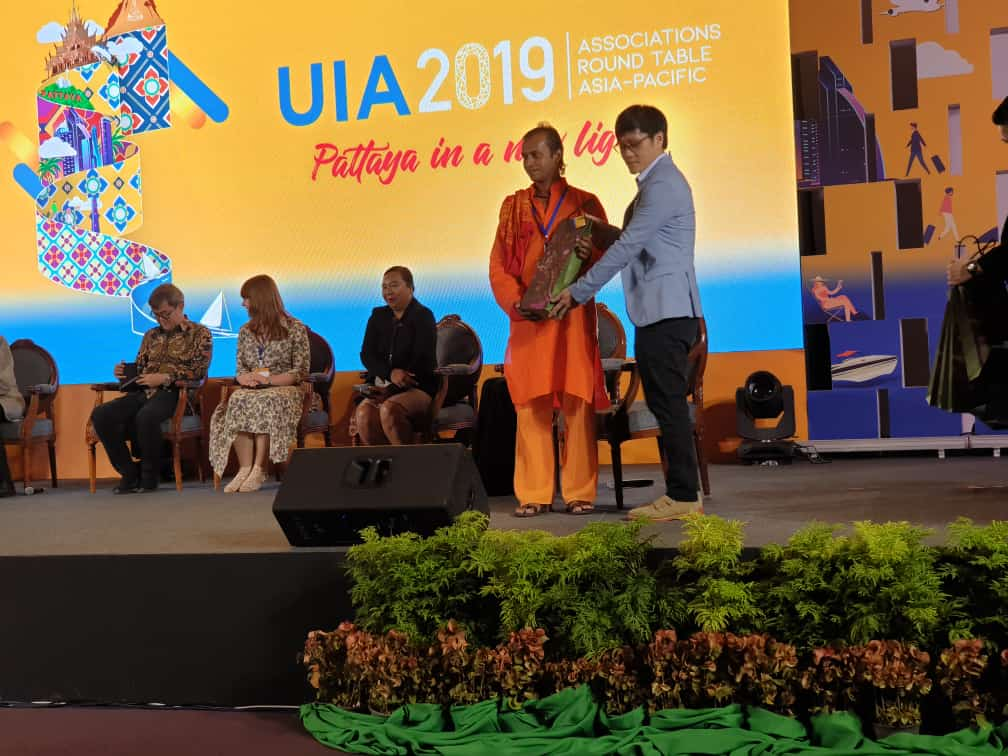
Murugan à l'UIA-TCEB le 7. Table ronde Asie-Pacifique 2019 à Pattaya, Thaïlande. Honoré et accueilli par le directeur du Bureau thaïlandais des congrès et des expositions (TCEB), M. Sutichai Bunditvorapoom,.

L'Association mondiale de yoga (tamoul :  உலக யோகா சங்கம்) (IAST : Ulaka Yōkā Caṅkam) enregistrée auprès du ministère de l'Intérieur (JPPM) en Malaisie pour conserver le pratique traditionnelle du yoga, propager ses bienfaits et préserver et sauvegarder l’essence du yoga traditionnel dans le monde entier. Leurs programmes visent à soulager le stress et à apporter la paix. Les principaux enseignements comprennent la méditation traditionnelle, la formation aux asanas et la formation de professeurs de yoga. En 2018, il a été officiellement reconnu en partenariat avec les objectifs de développement durable des Nations Unies pour le programme des arts traditionnels indiens : 5R (Research, Revive, Rejuvenate, Restore, and Retention) pour fournir des arts et des sports traditionnels indiens pour l'éducation, la santé, la forme physique, la culture, la nature, le changement climatique, les loisirs , et le travail de diffusion.

## Enseignements et philosophie

### Spiritualité

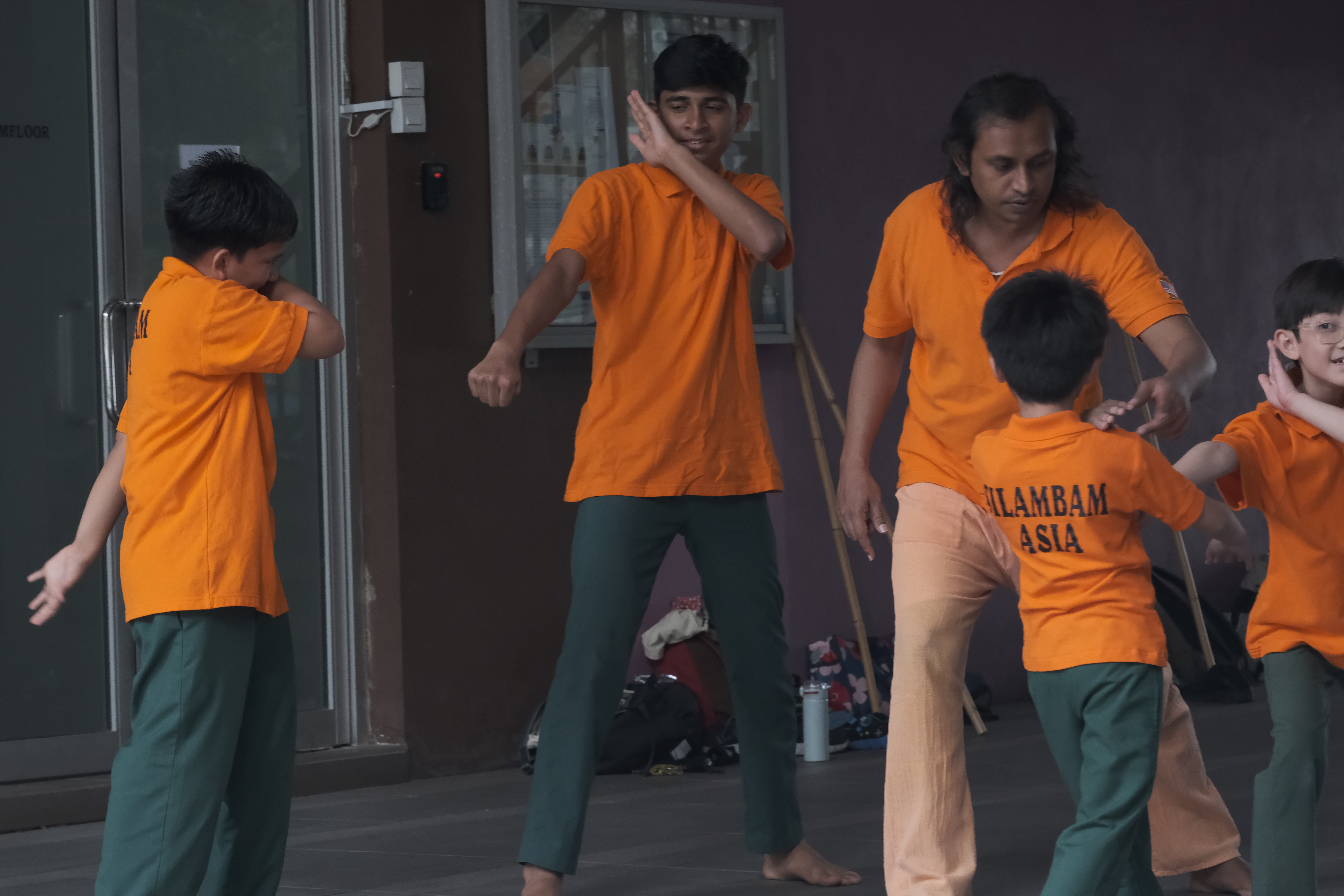
Murugan dispense une formation pratique aux enfants d'une école en Malaisie.

Il croit que la science ancienne et la spiritualité sont liées et compatibles, ce qui contribue à renforcer les valeurs humaines telles que la réalisation de soi, l'amour, la compassion et la discipline. Cela ne se limite pas à une seule religion ou culture. Il planifie et réalise des activités liées aux arts et sports traditionnels indiens pour l'éducation, la santé, la forme physique, la culture, la nature, le changement climatique et des programmes récréatifs tels que Silambam, Kuttu Varisai, Yoga traditionnel et Varma kalai pour tous, sans distinction d'âge, de couleur, de race, d'origine ethnique, d'origine nationale, de sexe, de religion ou de handicap. Sa conviction déclarée est que nous partageons un lien spirituel entre tous les êtres vivants et la nature, qui occupe une place importante dans ses programmes en offrant des outils techniques et pratiques pour aider à y parvenir. .

### Redéfinir les tribus mondiales

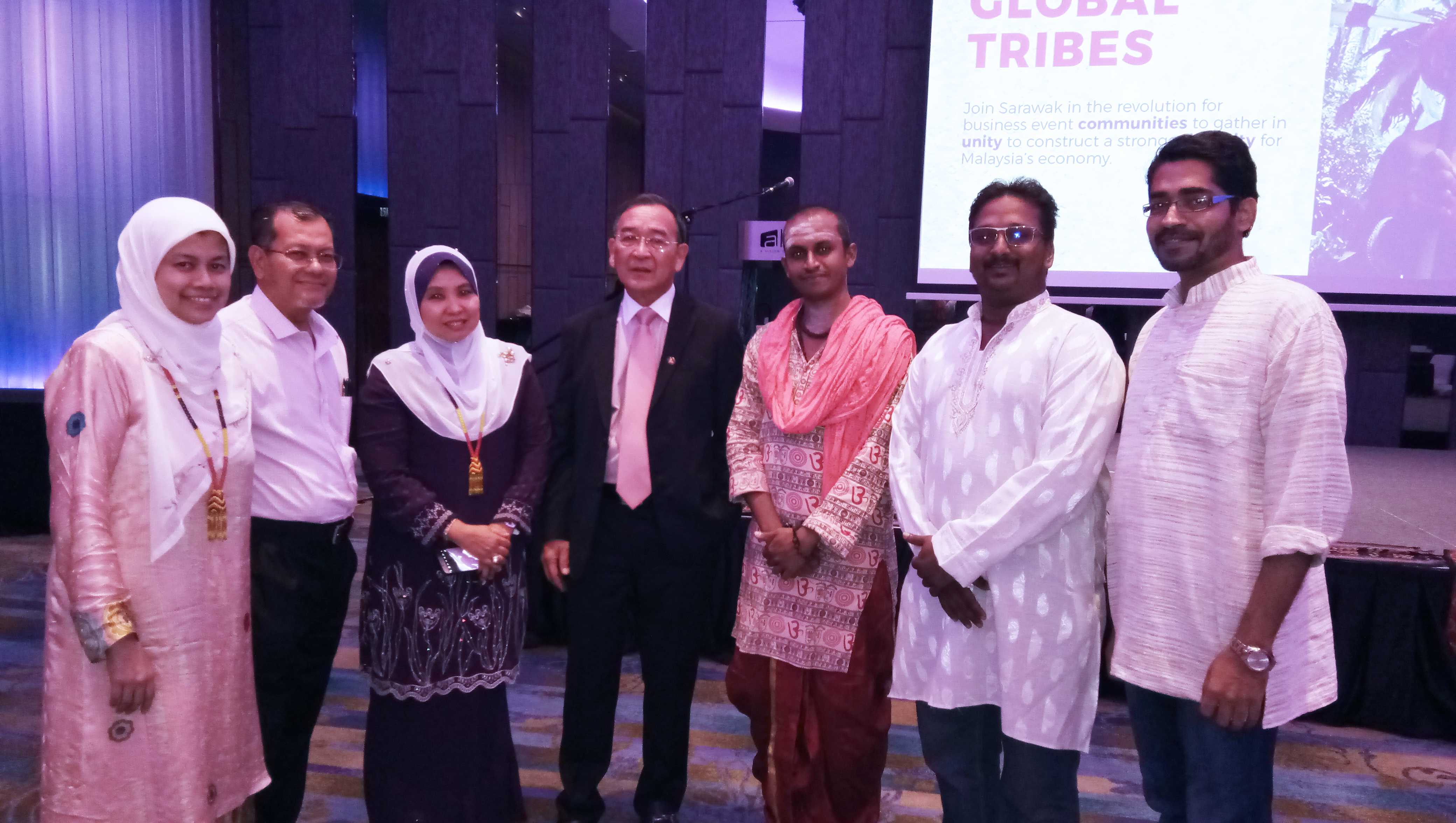
Murugan rencontre le ministre du Tourisme, de l'Art, de la Culture, de la Jeunesse et des Sports Dato Sri Haji Abdul Karim Rahman Hamzah et des délégués de l'Université de Malaisie à l'événement Redefining Global Tribes organisé par le Sarawak Convention Bureau à Kuala Lumpur, 2017.

## Paix et travail humanitaire

### Forum des politiques de gouvernance des Nations Unies
Il a lancé une série de cours pratiques de spiritualité et a donné des conférences et organisé des conférences en Malaisie et dans le monde entier sur les arts traditionnels indiens et la science ancienne en les intégrant au système éducatif et à la plate-forme technologique. Il aide également les communautés à mettre en place plusieurs programmes de formation et les guide dans la réorganisation des centres de formation pour une meilleure visibilité de la communauté du monde entier. En 2018, il s'est rendu au siège de l'UNESCO à Paris, en France, pour le Forum des politiques de gouvernance des Nations Unies, dans le but de transmettre les arts, la culture et les pratiques traditionnelles indiennes afin d'accéder à une plate-forme technologique afin de stimuler le travail de diffusion et la visibilité dans le monde entier.

### Signataire des droits de l'homme internationaux
Dans un monde déjà ravagé par de multiples crises, telles que la pandémie de COVID-19, d'autres crises sanitaires, des problèmes d'éducation ou d'analphabétisme et l'escalade du changement climatique, le conflit en Ukraine déchire des communautés fragiles, provoquant des déplacements et des pertes de maisons et de moyens de subsistance. en particulier pour les enfants, les jeunes, les personnes âgées et les personnes handicapées.
Il a été impliqué auprès de groupes de la société civile en tant que signataire des cinq continents du monde travaillant ensemble pour un monde pacifique, juste, durable et prospère, participant conjointement à l'appel en faveur d'une solution négociée pour mettre fin à la guerre en Ukraine le plus rapidement possible. possible en incluant une cessation immédiate des hostilités contre les civils et le retrait des forces militaires et des armements russes d'Ukraine, associés à une déclaration commune et à la fourniture de garanties de sécurité par et pour toutes les parties. Il soutient l'appel lancé aux États membres pour qu'ils se souviennent de la vision fondatrice des Nations Unies et de leur Conseil de sécurité, pour mener et éviter tout type de guerre susceptible de causer des souffrances à l'humanité ou à la nature, et pour respecter l'Agenda 2030, qui définit un objectif chemin vers un monde pacifique, juste, durable et prospère.
La crise humanitaire et économique déclenchée par la pandémie menace le bien-être de milliards de personnes et risque de faire dérailler les efforts mondiaux visant à atteindre les objectifs de développement durable et à réagir à l’urgence climatique croissante. Veiller à ce que l'aide au développement ne soit pas détournée mais renforce la réponse humanitaire à la crise et garantir que les réponses d'urgence soient alignées sur les priorités des pays en développement sans conditionnalité. Guruji Murugan, au nom de Silambam Asia, de la World Silambam Association, de la World Silambam Association et de plusieurs organisations, a signé un appel aux gouvernements à s'engager à mettre en œuvre les recommandations et soulignées lors de la réunion des ministres des Finances aux Nations Unies. le 8 septembre 2020, tout en respectant le cadre des droits de l'homme, pour garantir l'égalité des sexes et l'intégrité environnementale.

### Lectures complémentaires
- (en) E. Boslaugh Sarah, The SAGE encyclopedia of Pharmacology and Society, SAGE Publications, 2015 (ISBN 9781506346182, lire en ligne)
- (en) Datta Saikat, Bhattacherjee Sharmistha et Sahoo Dibyayanam, Contribution of India in Medical Sciences: Siddha Medicine and Therapy, The Association of Physicians of India, 2017, 460–462 p. (lire en ligne), « 86 »
- (en) A. Vijumon, « The Traditional Medicines and Their Importance: Siddha Medicine », Research Journal of Indian Studies,‎ n.d. (lire en ligne)
- (en) P. Mosae Selvakumar, « Chemistry and Covid-19: A Review on the Central Role of Chemistry in the Understanding, Prevention, Diagnosis and Treatment of Covid-19 », Acta Scientific Nutritional Health, vol. 5, no 9,‎ 6 août 2021 (ISSN 2582-1423, lire en ligne)
- (en) R. Mary Suja et B. Christudhas Williams, « Cytotoxic and Antiproliferative Activity of Adaikamani Thailam Prescribed to Cure Breast Cancer, India: Siddha Medicine and Therapy », World Journal of Pharmacy and Pharmaceutical Sciences, vol. 6, no 1,‎ 2010, p. 724 (ISSN 2278-4357, lire en ligne)
- (en) P. Kumaresan et M. Syed Ali, Silambam Fencing and Play Variation, vol. 4, STAR International Journal (Physical Education), novembre 2016 (ISSN 2321-676X, lire en ligne), chap. 11(2)
- (en) G. Chinnappar, N. Dhanalakshmi et T. Balasubramanian, « Siddha and Unani Treatment in Tamil Culture an Study », Indian Journal of Natural Sciences, vol. 10, no 62,‎ octobre 2020 (ISSN 0976-0997, lire en ligne)

### Autres sources
- (en) Mahmood Syed Zafar, « Indian Muslim Renaissance: Mumbai Order on Surya Namaskar Mumbai - Inter-religious discrimination and fundamental civil rights (Puranic Origins) », Zakat Foundation of India,‎ 13 octobre 2016, p. 23 (lire en ligne)
- (en) Indonesia STEKOM, Mangala sutra (thèse), Universitas Sains & Teknologi Komputer (STEKOM), 20 octobre 2015 (lire en ligne)
- (en) Mendel Yavor, 古代医学, Cambridge Stanford Books,‎ n.d. (lire en ligne)